# Harpalinus
Harpalinus is een geslacht van kevers uit de familie van de loopkevers (Carabidae). De wetenschappelijke naam van het geslacht is voor het eerst geldig gepubliceerd in 1946 door Jeannel.

## Soorten
Het geslacht Harpalinus omvat de volgende soorten:
- Harpalinus bekilyanus Jeannel, 1948
- Harpalinus flavilabris (Fairmaire, 1868)
- Harpalinus micros Jeannel, 1948